# نوکیا ئی۶۶
نوکیا ئی۶۶ یک‌نمونه از گوشی‌های تلفن همراه سری ئی شرکت نوکیا می‌باشد که توسط همین شرکت به بازار عرضه شده‌است.